# Daniel Isn't Real
Pour plus de détails, voir Fiche technique et Distribution.
Daniel Isn't Real est un thriller américain coécrit et réalisé par Adam Egypt Mortimer, sorti en 2019. Il s’agit de l’adaptation du premier roman L’Innocence (In This Way I Was Saved) de Brian DeLeeuw, paru en 2009,.

## Synopsis
Luke (Miles Robbins), étudiant en première année d’université, est en difficulté à la suite d'un traumatisme familial. Pour se sortir de là, il ressuscite son ami d’enfance imaginaire baptisé Daniel (Patrick Schwarzenegger)…

## Fiche technique
Sauf indication contraire, les informations mentionnées dans cette section peuvent être confirmées par la base de données cinématographiques IMDb,  présente dans la section « Liens externes ».
- Titre original : Daniel Isn't Real
- Réalisation : Adam Egypt Mortimer
- Scénario : Brian DeLeeuw et Adam Egypt Mortimer, d’après le roman L’Innocence (In This Way I Was Saved) de Brian DeLeeuw[1],[2]
- Musique : Clark
- Direction artistique : Kaet McAnneny
- Décors : Rosa Callejas
- Costumes : Begonia Berges
- Photographie : Lyle Vincent
- Montage : Brett W. Bachman
- Production : Elijah Wood, Daniel Noah et Josh C. Waller ; Lisa Whalen (coproductrice)
- Sociétés de production : SpectreVision ; ACE Pictures
- Société de distribution :
- Pays d’origine :  États-Unis
- Langue originale : anglais
- Format : couleur
- Genre : thriller
- Durée : 96 minutes
- Dates de sortie :
  - États-Unis : 9 mars 2019 (South by Southwest)[3]
  - Suisse romande : 8 juillet 2019 (Festival international du film fantastique de Neuchâtel)

## Distribution
- Miles Robbins : Luke
- Patrick Schwarzenegger : Daniel
- Sasha Lane : Cassie
- Hannah Marks : Sophie
- Katie Chang
- Mary Stuart Masterson
- Michael Cuomo : James
- Andrew Bridges : Richard

## Production
En juillet 2018, il est annoncé que le réalisateur Adam Egypt Mortimer a écrit le scénario avec le romancier Brian DeLeeuw, inspiré du roman L’Innocence (In This Way I Was Saved) de ce dernier, et que les producteurs de SpectreVision dont Elijah Wood, Daniel Noah, Josh C. Waller et Lisa Whalen vont produire le film, aux côtés des producteurs délégués d’ACE Pictures Timur Bekbosunov, Johnny Chang, Emma Lee, Peter Wong et Stacy Jorgensen.
En ce même juillet 2018, il est annoncé que Miles Robbins, Patrick Schwarzenegger, Sasha Lane et Hannah Marks sont engagés au film.
Le tournage commence en juillet 2018 à New York.

## Accueil
Daniel Isn't Real est sélectionné et projeté en avant-première mondiale le 9 mars 2019 au festival South by Southwest.